# Explosiones de Tianjin de 2015
Las explosiones de Tianjin se produjeron el 12 de agosto de 2015 en el sector de almacenamiento de contenedores del puerto de la ciudad china de Tianjin, ubicado en el distrito Binhai.

## Antecedentes
Tianjin Dongjiang Port Ruihai International Logistics, o Ruihai Logistics, fue una compañía privada de logística fundada en 2011. Manejaba materiales peligrosos en el puerto de Tianjin, tales como sustancias inflamables y corrosivas, agentes oxidantes y productos químicos tóxicos. La compañía, que contaba con una nómina de 70 personas, fue designada por la Administración de Seguridad Marítima de Tianjin como una compañía aprobada para manejar productos químicos peligrosos en el puerto y su licencia de operación se renovó dos meses antes de las explosiones. Su área de 46 000 m² (500 000 ft²) contenía múltiples almacenes para mercancías peligrosas, una bomba y un tanque contra incendios.
El edificio del almacén, perteneciente a Ruhai Logistics, estaba registrado en un documento del gobierno como una instalación de almacenamiento de sustancias químicas peligrosas como carburo de calcio, nitrato de sodio y nitrato de potasio. No se siguieron las normas de seguridad que exigían que edificios e instalaciones públicas estuvieran a una distancia de al menos 1 km y los habitantes locales desconocían el peligro. Las autoridades señalaron era imposible identificar las sustancias almacenadas por el mantenimiento deficiente de los registros, por daños en las instalaciones de las oficinas y por «grandes discrepancias» con las aduanas . Los medios estatales señalaron que Ruihai había recibido autorización para manejar químicos peligrosos dos meses antes, lo que significa que estuvo operando ilegalmente desde octubre de 2014, cuando su licencia temporal expiró, hasta junio de 2015.
El incidente ocurrió en el distrito de Binhai, que corresponde a la zona portuaria de la ciudad de Tianjin. En la noche del miércoles 12 de agosto comenzó un incendio en algunos contenedores del puerto que causó dos gigantescas explosiones equivalentes al estallido de 336 toneladas de TNT. La primera ocurrió a las 23:40 (hora local). Las explosiones pudieron percibirse en un radio de 10 kilómetros y ocasionaron graves daños hasta a 2 km a la redonda.

## Causas
Después de cinco meses de investigaciones por parte de un equipo del Consejo de Estado de la República Popular China, se concluyó que la causa del desastre fue el incendio de materiales peligrosos inapropiadamente o ilegalmente almacenados en el lugar. El primer incendio comenzó en un contenedor por la autoignición de nitrocelulosa, debido a la vaporización del elemento humectante a causa del clima cálido. El incendio se extendió y encendió otros químicos, como nitrato de amonio.

## Consecuencias
Se determinó que fueron responsables 123 personas, incluyendo cinco funcionarios de ministerios. Según declaró el gobierno de China en febrero de 2016, hubo por lo menos 173 víctimas fatales y 797 heridos.

## Reacciones

### En China
La Televisión Central de China informó que el presidente Xi Jinping y el primer ministro Li Keqiang habían instado a «todos los esfuerzos de salida para rescatar a las víctimas y extinguir el fuego».

### Reacciones internacionales
Varios Estados mostraron sus condolencias por lo sucedido:
- Bélgica — El ministro de Asuntos Exteriores, Didier Reynders, expresó sus sinceras condolencias a las autoridades y al pueblo de China y «se entristece por el desastre».
- Estados Unidos — En una declaración emitida por la Casa Blanca, el presidente Barack Obama expresó sus condolencias y las del pueblo estadounidense. La Casa Blanca también elogió las acciones de la primera respuesta.
- Malasia — el primer ministro Najib Razak ofreció sus condolencias por la tragedia. Dijo: «Mis pensamientos y oraciones están con las familias y amigos de las vidas perdidas y heridos en las explosiones de Tianjin. Mis condolencias al pueblo de China».
- Reino Unido — En un comunicado difundido por el Ministerio de Asuntos Exteriores y de la Commonwealth, el secretario de Relaciones Exteriores Phillip Hammond expresó sus condolencias por la pérdida de vidas en la explosión de Tianjin.
- Rusia — El servicio de prensa del Kremlin dio a conocer un comunicado en nombre del presidente Vladímir Putin afirmando «Putin transmitió palabras de compasión y apoyo a los familiares y amigos de los fallecidos en el accidente y deseaba la recuperación lo más pronto posible a los heridos en las explosiones».
- Seychelles — El Presidente James Michel envió un mensaje de condolencia al presidente chino. «Ofrecemos nuestros pensamientos a las afligidas familias de las víctimas y a todos los heridos en este terrible incidente. Que puedan encontrar fuerza en estos tiempos difíciles», afirmó.
- Singapur — El presidente Tony Tan Keng Yam y el primer ministro Lee Hsien Loong transmitieron sus condolencias. El Presidente Tan dijo que «Tianjin es también el hogar de muchos habitantes de Singapur», ya que muchos habitantes de Singapur trabajan en el Tianjin Eco-ciudad entre China y Singapur. «Le dimos las gracias al gobierno de la municipalidad de Tianjin por la asistencia prestada a los singapurenses afectados», aseguró. Mientras que el primer ministro Lee "se sorprendió" y ofreció su inmediata asistencia del país a las autoridades de Tianjin.
- Sudáfrica — El presidente Jacob Zuma expresó sus condolencias: «Nuestros pensamientos están con el pueblo de China en las secuelas de la explosión que ha golpeado a la ciudad de Tianjin. En nombre del Gobierno y el pueblo de Sudáfrica, yo envío mi más sentido pésame al Gobierno de la República Popular China, y para todos los afectados, en particular a las familias y amigos de los muertos y heridos».
- Taiwán — El Consejo de Asuntos de China Continental y la Fundación para los Intercambios Estrechos expresaron su preocupación y ofreció ayuda a las autoridades de China. El Partido Democrático Progresista extendió sus condolencias.